# Chris Hughton
Christopher William Gerard „Chris“ Hughton [ˈhjuːtən] (* 11. Dezember 1958 in Stratford, London) ist ein irischer Fußballtrainer und ehemaliger -spieler. Von Dezember 2014 bis Mai 2019 trainierte er den englischen Erstligisten Brighton & Hove Albion. Zuletzt war er Cheftrainer der Ghanaischen Fußballnationalmannschaft.

## Spielerkarriere
Der Verteidiger gewann mit den Tottenham Hotspur den UEFA-Pokal 1983/84 durch einen Finalerfolg über den RSC Anderlecht. Ebenfalls erfolgreich agierte Hughton mit den Spurs im englischen Pokal mit den Titeln im FA Cup 1980/81 gegen Manchester City und im FA Cup 1981/82 gegen die Queens Park Rangers. Ein weiterer Finaleinzug im FA Cup 1986/87 führte zu einer Niederlage gegen Coventry City. In der englischen Meisterschaft war ein dritter Tabellenplatz in den Spielzeiten 1984/85 und 1986/87 das erfolgreichste Resultat mit seiner Mannschaft. Nach weiteren Stationen bei West Ham United und dem FC Brentford beendete er 1993 mit 34 Jahren verletzungsbedingt seine erfolgreiche Spielerkarriere.
Mit dem irischen Nationalteam nahm Chris Hughton an der Fußball-Europameisterschaft 1988 in Deutschland teil. Die Teilnahme an dem Turnier führte zu einem vorzeitigen Aus in der Vorrunde, jedoch gelang den Iren ein überraschender 1:0-Erfolg über den Favoriten England. Ray Houghton erzielte dabei in der sechsten Spielminute den einzigen Treffer des Spiels. Ein weiterer Höhepunkt seiner Nationalmannschaftskarriere war die Teilnahme an der Fußball-Weltmeisterschaft 1990 in Italien, bei der die Iren erst im Viertelfinale mit 0:1 am Gastgeber scheiterten. Hughton blieb im Turnier jedoch nur die Reservistenrolle für Steve Staunton und kam nicht zum Einsatz.

## Trainerkarriere
Der zunächst mehrere Jahre im Nachwuchsbereich der Tottenham Hotspur tätige Hughton wurde 2001 Co-Trainer der Spurs und behielt diese Position bis Oktober 2007 und seiner Entlassung mit Cheftrainer Martin Jol. Anfang 2008 wechselte er ins Trainerteam von Newcastle United und fungierte zwischenzeitlich interimsweise als Cheftrainer. Zu Beginn der Saison 2009/10 wurde er offiziell Cheftrainer von Newcastle und gewann mit seinem Team die Meisterschaft in der zweiten englischen Liga und schaffte damit die direkte Rückkehr in die Premier League. Während der Spielzeit wurde er viermal zum Trainer des Monats gewählt und bewies damit seinen überaus erfolgreichen Einstieg in die Trainerlaufbahn. Am 7. Dezember 2010 wurde er überraschenderweise von seinem Posten entbunden. Newcastle belegte zu diesem Zeitpunkt als Aufsteiger den elften Platz in der Premier League 2010/11.
Im Juni 2011 wurde er als neuer Trainer des Zweitligisten Birmingham City vorgestellt und führte sein neues Team auf einen vierten Platz in der Football League Championship 2011/12. In den Play-offs scheiterte City jedoch vorzeitig am Tabellenfünften FC Blackpool. Aufgrund des Titelgewinns im League Cup 2010/11 war der Zweitligist zudem startberechtigt in der UEFA Europa League 2011/12 und erreichte die Gruppenphase. Dort belegte der Klub jedoch nur den dritten Tabellenrang hinter dem FC Brügge und Sporting Braga und schied vorzeitig aus.
Am 7. Juni 2012 verließ Hughton Birmingham um den Trainerposten beim Erstligisten Norwich City zu übernehmen. Mit Norwich beendete er die Premier League 2012/13 auf dem elften Tabellenplatz und sicherte sich damit den Klassenerhalt. In der anschließenden Spielzeit geriet der Verein jedoch in Abstiegsgefahr und trennte sich infolgedessen am 6. April 2014 von seinem Trainer.
Ende Dezember 2014 nahm er den nächsten Trainerposten an, diesmal beim abstiegsgefährdeten Zweitligisten Brighton & Hove Albion. Nach dem Klassenerhalt im ersten Jahr zog er mit Brighton als Dritter in die Play-offs der Football League Championship 2015/16 ein, scheiterte jedoch im Halbfinale an Sheffield Wednesday. Diese Leistung steigerte er mit seinem Team in der EFL Championship 2016/17 noch einmal und sicherte sich als Tabellenzweiter den Aufstieg in die erste Liga. Es folgte eine Spielzeit im unteren Tabellendrittel der Premier League 2017/18 die zum Klassenerhalt in der höchsten englischen Spielklasse führte. Nachdem der Verein zum Ende der Premier League 2018/19 aufgrund eines Leistungseinbruchs in akute Abstiegsgefahr geraten war und nur knapp den Klassenerhalt erreicht hatte, gab der Vorstand am 13. Mai 2019 die Trennung von seinem Trainer bekannt.
Nach knapp Eineinhalb Jahren Pause gab Chris Hughton am 6. Oktober 2020 mit Nottingham Forest seinen neuen Verein bekannt. Der ambitionierte Zweitligist hatte sich am gleichen Tag nach einem Fehlstart mit fünf Niederlagen aus den ersten fünf Spielen von seinem Trainer Sabri Lamouchi getrennt. Mit Forest verbrachte er den Großteil der EFL Championship 2020/21 im Abstiegskampf, ehe sich die Mannschaft im letzten Saisondrittel etwas absetzen konnte. Während Nottingham unter ihm die fünftbeste Defensive der Liga stellte, wies die Offensive mit lediglich 37 Treffern den zweitschlechtesten Wert aller Mannschaften aus. Der Start in die Saison 2021/22 verlief noch schlechter als im Vorjahr, mit lediglich einem Punkt aus sieben Ligapartien. Dies führte am 16. September 2021 zur Entlassung von Chris Hughton als Cheftrainer.
Nachdem er dort zunächst 2022 zunächst als technischer Berater engagiert worden war, ist Hughton seit Februar 2023 Nationaltrainer Ghanas. Nachdem er mit Ghana beim Afrika-Cup 2024 das Achtelfinale nicht erreichen konnte, wurde Hughton entlassen.

## Soziales Engagement
Hughton engagiert sich als Botschafter bei Show Racism the Red Card.